# Шнайдер, Лина
Лина Шнайдер (в ряде источников — Шнейдер, нем. Lina Schneider, урождённая Веллер нем. Lina Weller; 15 января 1831, Веймар, Германский союз — 1 сентября 1909, Кёльн, Пруссия) — немецкая писательница, литературовед, переводчица

 и педагог; использовала псевдоним «Вильгельм Берг».

## Биография
Лина Веллер родилась 15 января 1831 года в Веймаре. Её отец, Кристиан Готтлиб Веллер, был местным государственным служащим, а её матерью была Генриетта Бюхнер. У неё было трое младших братьев и сестер. Сначала она получала домашнее обучение, а затем посещала протестантскую школу, где её поощряли писать сочинения. Она изучала литературную историю средневерхненемецкого языка, голландский язык и голландскую литературу, а также естествознание.
В 1852 году она вышла замуж за тенора и учителя музыки Карла Шнайдера; в этом браке родилось три дочери. В 1862 году пара переехала в Роттердам, где Лина Шнайдер читала лекции по немецкой и голландской литературе и стала почетным членом Общества голландской литературы в Лейдене. В 1873 году она получила большую золотую медаль за заслуги перед голландским правительством за свой вклад в голландскую литературу.
В 1872 году Карл Шнайдер получил звание профессора Кёльнской консерватории, и пара переехала в Кёльн. Здесь Л. Шнайдер при поддержке наследного принца Пруссии основала Лицей Виктории, главой которого она и стала. Лина Шнайдер также изучала индийский и малайский языки и литературу XIV века. Она перевела несколько текстов с этих языков на немецкий. Ещё она написала текст для оратории.